# 사영 다형체

타원 곡선은 종수 1인 매끄러운 사영 곡선이다.

대수 기하학에서 대수적으로 닫힌 체 {\displaystyle k} 위의 대한 사영 다형체(영어: Projective variety)는 {\displaystyle k} 위의 {\displaystyle n}차원 사영 공간 {\displaystyle \mathbb {P} ^{n}}의 부분 집합으로, 다형체의 이데알을 정의하는 소 이데알을 생성하는 {\displaystyle k}에서 계수를 가지는 {\displaystyle n+1} 변수 동차다항식들의 유한 족의 영점 집합이다. 동등하게, 대수적 다형체는 {\displaystyle \mathbb {P} ^{n}}의 자리스키 닫힌 부분 다형체로 포함될 수 있는 경우 사영 다형체이다.
사영 다형체는 차원이 1이면 사영 곡선이다. 차원이 2이면 사영 곡면이다. 그 차원이 포함하는 사영 공간의 차원보다 하나 작으면 사영 초곡면이다. 이 경우 동차다항식 하나의 영점 집합이다.
{\displaystyle X}가 동차 소 이데알 {\displaystyle I}에 의해 정의된 사영 다형체인 경우 몫환
{\displaystyle k[x_{0},\ldots ,x_{n}]/I}
은 {\displaystyle X}의 동차 좌표 환라고 한다. 차수와 차원 같은 {\displaystyle X}의 기본 불변량은 이 등급환의 힐베르트 다항식에서 읽을 수 있다.
사영적 다형체는 여러 가지 방식으로 만들어 진다. 사영 다형체는 완비인데, 여기서 완비란 "누락된" 점이 없음을 의미한다고 대략적으로 설명할 수 있다. 그 반대는 일반적으로 사실이 아니지만 저우 보조 정리는 이 두 개념의 밀접한 관계를 설명한다. 다형체가 사영임을 보여주는 것은 {\displaystyle X}에서 선다발 또는 약수를 연구하여 수행된다.
사영 다형체의 두드러진 특징은 층 코호몰로지에 대한 유한성 제약이다. 매끄러운 사영 다형체의 경우 세르 쌍대성은 푸앵카레 쌍대성과 비슷하다고 볼 수 있다. 또한 사영 곡선, 즉 1차원 사영 다형체에 대한 리만-로흐 정리로 이어진다. 사영 곡선 이론은 특히 풍부하며 곡선의 산술 종수에 따른 분류를 포함한다. 더 높은 차원을 가진 사영 다형체에 대한 분류는 자연스럽게 사영 다형체의 모듈라이 공간으로 이어진다. 힐베르트 스킴은 정해진 힐베르트 다항식으로 {\displaystyle \mathbb {P} ^{n}}의 닫힌 부분 스킴를 매개변수화한다. 힐베르트 스킴은 그라스마니안을 특수한 경우로 포함하며, 힐베르트 스킴도 그 자체로 사영 스킴이다. 기하 불변 이론은 또 다른 접근법을 제공한다. 고전적인 접근 방식에는 타이히뮐러 공간과 저우 다형체가 포함된다.
고전 수학으로 거슬러 올라가는 특히 풍부한 이론은 복소 사영 다형체, 즉 {\displaystyle X}를 정의하는 다항식이 복소 계수를 가질 때 사용할 수 있다. 대체로 GAGA 정리는 사영 복소 해석 공간(또는 다양체)의 기하학이 사영 복소 다형체의 기하학과 동일하다고 말한다. 예를 들어, {\displaystyle X}에 대한 정칙 선형 다발(보다 일반적으로 해석적 연접층)이론은 대수 선형 다발 이론과 일치한다. 저우 정리는 사영 공간의 부분 집합이 동차 다항식의 영점 집합임과 정칙 함수 족의 영점 집합임이 동치라고 말한다. 복소 사영 다형체에 대한 해석적 및 대수적 방법의 조합은 호지 이론과 같은 영역으로 이어진다.

## 다형체와 스킴 구조

### 다형체 구조
{\displaystyle k}를 대수적으로 닫힌 체라고 하자. 사영 다형체를 정의할 때 기본은 사영 공간 {\displaystyle \mathbb {P} ^{n}}이다. 다음과 같은 동치인 방식들로 정의할 수 있다:
- {\displaystyle k^{n+1}} 안에서 원점을 통과하는 모든 직선들의 집합(즉, {\displaystyle k^{n+1}}의 모든 1차원 벡터 부분공간)
- {\displaystyle x_{0},\dots ,x_{n}} 모두 0이 아닌 순서쌍 {\displaystyle (x_{0},\dots ,x_{n})\in k^{n+1}}들의 집합에, 동치 관계{\displaystyle (x_{0},\dots ,x_{n})\sim \lambda (x_{0},\dots ,x_{n})\;\forall \lambda \in k\setminus \{0\}}로 분할한 집합. 여기서 순서쌍들의 동치류는 [

{\displaystyle [x_{0}:\dots :x_{n}]}로 나타낸다. 이 동치류가 사영 공간의 일반적인 점이다. 그 점의 {\textstyle x_{0},x_{1},\dots ,x_{n}}들은 동차 좌표라고 부른다.
사영 다형체는 정의 상 {\displaystyle \mathbb {P} ^{n}}의 닫힌 부분 다형체이다.  여기서 "닫힌"은 자리스키 위상에서 닫힘을 나타낸다. 일반적으로 자리스키 위상의 닫힌 부분 집합은 동차 다항식 함수들의 유한 족의 공통 영점 집합으로 정의된다. 주어진 다항식 {\displaystyle f\in k[x_{0},\dots ,x_{n}]}에 대해, 조건
{\displaystyle f([x_{0}:\dots :x_{n}])=0}
는 임의의 다항식에 대해서는 의미가 없고 {\displaystyle f}가 동차인 경우에만, 즉,  {\displaystyle f}의 모든 단항식들의 차수가 동일한 경우에만 가능하다. 이 경우
{\displaystyle f(\lambda x_{0},\dots ,\lambda x_{n})=\lambda ^{\deg f}f(x_{0},\dots ,x_{n})}
의 소멸은 {\displaystyle \lambda \neq 0}의 선택과 무관하다.
그러므로 사영 다형체는 {\displaystyle k[x_{0},\dots ,x_{n}]}의 동차 소 이데알 {\displaystyle I}에서 발생한다.
{\displaystyle X=\left\{[x_{0}:\dots :x_{n}]\in \mathbb {P} ^{n},f([x_{0}:\dots :x_{n}])=0{\text{ for all }}f\in I\right\}.}
더욱이, 사영 다형체 {\displaystyle X}는 대수 다형체이며, 이는 열린 아핀 부분다형체들에 의해 덮이고 분리 공리를 만족한다는 것을 의미한다. 따라서 {\displaystyle X}의 국소적 연구(예: 특이점)는 아핀 다형체의 연구로 귀결된다. 이에 대한 명시적 구조는 다음과 같다. 사영 공간 {\displaystyle \mathbb {P} ^{n}}는 표준 열린 아핀 좌표 조각들
{\displaystyle U_{i}=\{[x_{0}:\dots :x_{n}],x_{i}\neq 0\}}
로 덮인다. 이 좌표 조각들 자체는 각각 좌표 환이
{\displaystyle k\left[y_{1}^{(i)},\dots ,y_{n}^{(i)}\right],\quad y_{j}^{(i)}=x_{j}/x_{i}}
인 {\displaystyle n} 차원 아핀 공간이다. 표기의 단순성을 위해 {\displaystyle i=0}이라하고 위 첨자(0)를 삭제한다. 그러면 {\displaystyle X\cap U_{0}}는 {\displaystyle I}의 모든 {\displaystyle f}에 대해 {\displaystyle f(1,y_{1},\dots ,y_{n})}들로 생성된 {\displaystyle k[y_{1},\dots ,y_{n}]}의 이데알로 정의되는 {\displaystyle U_{0}\simeq \mathbb {A} ^{n}}의 닫힌 부분 다형체이다.
따라서 {\displaystyle X}는 {\displaystyle n+1} 차원 열린 아핀 좌표 조각 {\displaystyle X\cap U_{i}}들에 덮이는 대수적 다형체이다.
{\displaystyle X}는 {\displaystyle \mathbb {P} ^{n}} 안의 아핀 다형체 {\displaystyle X\cap U_{0}}의 폐포임을 주의하라. 반대로, 어떤 닫힌(아핀) 다형체 {\displaystyle V\subset U_{0}\simeq \mathbb {A} ^{n}}에서 시작하여, {\displaystyle \mathbb {P} ^{n}} 안에서 {\displaystyle V}의 폐포는 {\displaystyle V}의 사영 완비화라고 불리는 사영 다형체이다. 만약에 {\displaystyle I\subset k[y_{1},\dots ,y_{n}]}가 {\displaystyle V}를 정의하면 이 폐포를 정의하는 이데알은 {\displaystyle I}의 모든 {\displaystyle f} 에 대해 {\displaystyle x_{0}^{\deg(f)}f(x_{1}/x_{0},\dots ,x_{n}/x_{0})}들로 생성된 {\displaystyle k[x_{0},\dots ,x_{n}]}의 동차 이데알이다.
예를 들어, {\displaystyle V}가 {\displaystyle y^{2}=x^{3}+ax+b}과 같이 주어진 아핀 곡선이라면, 아핀 평면에서, 사영 평면에서의 사영 완비화는 {\displaystyle y^{2}z=x^{3}+axz^{2}+bz^{3}}과 같이 주어진다.

### 사영 스킴
다양한 응용을 위해 사영적 다형체, 즉 사영 스킴보다 더 일반적인 대수기하학적 객체를 고려할 필요가 있다. 사영 스킴을 향한 첫 번째 단계는 대수 다형체로서의 사영 공간에 대한 위의 설명을 정제하는 방식으로 사영 공간에 스킴 구조를 부여하는 것이다. {\displaystyle \mathbb {P} ^{n}(k)}는 {\displaystyle n+1}개의 아핀 n 차원 공간 {\displaystyle k^{n}}들를 합집합 한 스킴이다. 보다 일반적으로, 환 {\displaystyle A} 위의 사영 공간은 아핀 스킴
{\displaystyle U_{i}=\operatorname {Spec} A[x_{0}/x_{i},\dots ,x_{n}/x_{i}],\quad 0\leq i\leq n,}
들의 합집합이다. 이러한 방식으로 변수가 예상대로 일치한다. 대수적으로 닫힌 체 {\displaystyle k}의 경우, {\displaystyle \mathbb {P} _{k}^{n}}의 닫힌 점들의 집합은 일반적인 의미에서 사영 공간 {\displaystyle \mathbb {P} ^{n}(k)}이다.
동일하지만 효율적인 구성은 Proj 구성에 의해 제공되며, 이는 아핀 스킴을 정의하는 "Spec"으로 표시되는 환 스펙트럼과 비슷하다. 예를 들어 {\displaystyle A}가 환이라면
{\displaystyle \mathbb {P} _{A}^{n}=\operatorname {Proj} A[x_{0},\ldots ,x_{n}].}
R이 {\displaystyle k[x_{0},\ldots ,x_{n}]}의 몫환인 경우 동차 이데알 {\displaystyle I}에 의해 표준 전사는 닫힌 몰입
{\displaystyle \operatorname {Proj} R\hookrightarrow \mathbb {P} _{k}^{n}}
을 유도한다. 사영 다형체에 비해 이데알 {\displaystyle I}가 소 이데알이라는 조건이 없어졌다. 이는 훨씬 더 유연한 개념으로 이어진다. 한편으로는 위상 공간 {\displaystyle X=\operatorname {Proj} R}에 여러 개의 기약 성분이 있을 수 있다. 더욱이 {\displaystyle X}에는 멱영원 함수가 있을 수 있다.
{\displaystyle \mathbb {P} _{k}^{n}}의 닫힌 부분 스킴은 {\displaystyle k[x_{0},\ldots ,x_{n}]}의 포화된 동차 이데알 {\displaystyle I}에 1대1 대응한다; 즉, {\displaystyle I:(x_{0},\dots ,x_{n})=I.} 이 사실은 사영 영점 정리의 세련된 버전으로 간주될 수 있다.
위의 개념에 대해 좌표 없는 아날로그를 제공할 수 있다. 즉, 유한차원 벡터 공간 V over k 가 주어지면
{\displaystyle \mathbb {P} (V)=\operatorname {Proj} k[V]}
여기서 {\displaystyle k[V]=\operatorname {Sym} (V^{*})}는 {\displaystyle V^{*}}의 대칭 대수이다. 그것은 {\displaystyle V}의 사영이다. 즉, {\displaystyle V}의 직선들을 매개변수화한다. 위에서 설명한 좌표 조각을 사용하여 정의되는 정규 전사 사상 {\displaystyle \pi :V\setminus \{0\}\to \mathbb {P} (V)}이 있다. 구성의 한 가지 중요한 용도는 다음과 같다(§ Duality and linear system 참조). 사영 다형체 {\displaystyle X}의 약수 {\displaystyle D}는 선다발 {\displaystyle L}에 해당한다. 그러면
{\displaystyle |D|=\mathbb {P} (\Gamma (X,L))}
와 같이 설정한다. 이를 {\displaystyle D}의 완비 선형계라고 한다.
임의의 스킴 {\displaystyle S}에 대한 사영 공간은 스킴의 올곱
{\displaystyle \mathbb {P} _{S}^{n}=\mathbb {P} _{\mathbb {Z} }^{n}\times _{\operatorname {Spec} \mathbb {Z} }S}
으로 정의할 수 있다. 만약에 {\displaystyle {\mathcal {O}}(1)}가 {\displaystyle \mathbb {P} _{\mathbb {Z} }^{n}} 세르의 비틀린 층이면, {\displaystyle {\mathcal {O}}(1)}를 {\displaystyle \mathbb {P} _{S}^{n}}로 당긴 것을 {\displaystyle {\mathcal {O}}(1)}로 나타낸다.; 즉, 표준 사상 {\displaystyle g:\mathbb {P} _{S}^{n}\to \mathbb {P} _{\mathbb {Z} }^{n}}에 대해 {\displaystyle {\mathcal {O}}(1)=g^{*}({\mathcal {O}}(1))}.
스킴 {\displaystyle X\rightarrow S}가  {\displaystyle S}로의 사영이 따르는 닫힌 몰입
{\displaystyle X\to \mathbb {P} _{S}^{n}}
으로서 분해되면 {\displaystyle S} 위에서 사영적이라고 한다.
{\displaystyle S}-스킴 {\displaystyle X} 위의 선다발(또는 가역 다발) {\displaystyle {\mathcal {L}}}은 어떤 n 에 대해 {\displaystyle {\mathcal {O}}(1)}이 {\displaystyle {\mathcal {L}}}로 당겨지도록 하는 몰입(즉, 닫힌 몰입이 따라오는 열린 몰입)
{\displaystyle i:X\to \mathbb {P} _{S}^{n}}
이 있는 경우, {\displaystyle S}에 아주 풍부하다고 한다. 그러면 {\displaystyle S}-스킴 {\displaystyle X}는 그것이 적절하고 {\displaystyle S}에 비해 {\displaystyle X}에 아주 풍부한 다발이 존재하는 경우에, 그리고 그때에만 사영적이다. 실제로 {\displaystyle X}가 적절하면 아주 풍부한 선다발에 해당하는 몰입이 필연적으로 닫힌다. 반대로, {\displaystyle X}가 사영이면, {\displaystyle X}의 닫힌 몰입 아래에서 {\displaystyle {\mathcal {O}}(1)}의 사영 공간으로의 당김은 아주 풍부하다. "사영"이 "적절한"을 의미한다는 것은 더 깊은 의미를 지닌다: 소거론의 주요 정리.

## 완비 다형체와의 관계
정의에 따르면 다형체는 {\displaystyle k}에 대해 적절할 경우 완비다. 적합성의 판별 기준은 적절한 다형체에 "누락된" 점이 없다는 직관을 표현한다.
완비 다형체와 사영 다형체 사이에는 밀접한 관계가 있다. 한편으로는, 사영적 공간, 따라서 모든 사영 다형체가 완비이다. 그 반대는 일반적으로 사실이 아니다. 하지만:
- 매끄러운 곡선 {\displaystyle C}는 완비인 경우에만 사영적이다. 이는 {\displaystyle k}에 대한 함수체 {\displaystyle k(C)}의 이산 값매김 환 집합으로 {\displaystyle C}를 식별함으로써 증명된다. 이 집합에는 자리스키-리만 공간이라고 하는 자연스러운 자리스키 위상이 있다.
- 저우 보조 정리는 모든 완비 다형체 {\displaystyle X}에 대해 사영 다형체 {\displaystyle Z}와 쌍유리 사상 {\displaystyle Z\rightarrow X}가 있음을 나타낸다.[9] (또한 정규화를 통해 이 사영 다형체가 정규라고 가정할 수 있다.)

사영 다형체의 일부 성질은 완비성에서 비롯된다. 예를 들어, 모든 사영 다형체 X over k 에 대해,
{\displaystyle \Gamma (X,{\mathcal {O}}_{X})=k}
 이 사실은 리우빌 정리(콤팩트 연결 복소 다양체의 모든 정칙 함수는 상수함수)의 대수학적 유사체이다. 사실, 복소 사영 다형체에 대한 복소 해석적 기하학과 대수 기하학 사이의 유사성은 아래에서 설명하는 것처럼 이보다 훨씬 더 나아간다.
준 사영 다형체는, 정의 상, 사영 다형체의 열린 부분 다형체이다. 이 종류의 다형체에는 아핀 다형체가 포함된다. 거의 모든 아핀 다형체는 완비(또는 사영)가 아니다. 사실, 아핀 다형체의 사영 부분 다형체는 0차원 이여야 한다. 이는 상수함수만이 사영 다형체에 대한 대역적 정규 함수이기 때문이다.

## 예제 및 기본 불변량
정의에 따르면, 다항식 환의 모든 동차 이데알은 사영 스킴을 생성한다(다형체를 제공하려면 소 이데알이어야 함). 이런 의미에서 사영적 다형체의 예는 많다. 다음 목록은 특히 집중적으로 연구되었기 때문에 주목할 만한 다양한 종류의 사영 다형체를 언급한다. 복소 사영 다형체의 중요한 부류, 즉, {\displaystyle k=\mathbb {C} }인 경우, 아래에서 더 자세히 설명한다.
두 사영 공간의 곱은 사영적이다. 사실 명시적 몰입( 세그레 매장이라고 함)이 있다.
{\displaystyle {\begin{cases}\mathbb {P} ^{n}\times \mathbb {P} ^{m}\to \mathbb {P} ^{(n+1)(m+1)-1}\\(x_{i},y_{j})\mapsto x_{i}y_{j}\end{cases}}}
결과적으로, {\displaystyle k}에 대한 사영 다형체의 곱은 다시 사영이다. 플뤼커 매장은 그라스마니안을 사영 다형체로 나타낸다. 일반 선형 군 {\displaystyle \mathrm {GL} _{n}(k)}의 상 삼각 행렬의 부분 군을 법으로 한 몫군과 같은 깃 다형체들은 사영적이며, 이는 대수군 이론에서 중요한 사실이다.

### 동차 좌표환과 힐베르트 다항식
사영 다형체 {\displaystyle X}를 정의하는 소 아이디얼 {\displaystyle {\mathfrak {p}}}가 동차이므로 동차 좌표 환
{\displaystyle R=k[x_{0},\dots ,x_{n}]/{\mathfrak {p}}}
는 등급환이다. 즉, 등급이 매겨진 성분들의 직합으로 표현할 수 있다.
{\displaystyle R=\bigoplus _{n\in \mathbb {N} }R_{n}.}
모든 충분히 큰 {\displaystyle n}에 대해, {\displaystyle \dim R_{n}=P(n)}과 같은 다항식 {\displaystyle P}가 존재한다. 이 다항식을 {\displaystyle X}의 힐베르트 다항식이라고 한다. 이는 {\displaystyle X}의 외적 기하학을 인코딩하는 불변량이다. {\displaystyle P}의 차수는 {\displaystyle X}의 차원 {\displaystyle r}이고, {\displaystyle P}의 선행 계수에 {\displaystyle r!}을 곱하면 다형체 {\displaystyle X}의 차수가 된다. {\displaystyle X}가 매끄러울 때 {\displaystyle X}의 산술 종수는 {\displaystyle (-1)^{r}(P(0)-1)}이다.
예를 들어, {\displaystyle \mathbb {P} ^{n}}의 동차 좌표 환은 {\displaystyle k[x_{0},\ldots ,x_{n}]}이고 힐베르트 다항식은 {\displaystyle P(z)={\binom {z+n}{n}}};  산술 종수는 0이다.
동차 좌표 환 {\displaystyle R}은 정수적으로 닫힌 정역이다. 그래서 사영 다형체 {\displaystyle X}는 사영적으로 정규라고 한다. 스킴의 정규성과는 달리, 사영적 정규성은 {\displaystyle R}에 따라 다르다. {\displaystyle X}의 사영 공간으로의 매장. 사영 다형체의 정규화는 사영적이다; 사실, 그것은 {\displaystyle X}의 동차 좌표 환의 정수적 폐포의  Proj이다.

### 차수
{\displaystyle X\subset \mathbb {P} ^{N}}를 사영 다형체라 하자. 매장을 기준으로 {\displaystyle X}의 차수를 정의하는 방법에는 적어도 두 가지가 있다. 첫 번째 방법은 유한 집합의 기수로 정의하는 것이다.
{\displaystyle \#(X\cap H_{1}\cap \cdots \cap H_{d})}
여기서 {\displaystyle d}는 {\displaystyle X}의 차원이고 {\displaystyle H_{i}}는 "일반 위치"에 있는 초평면이다. 이 정의는 차수에 대한 직관에 해당한다. 실제로 {\displaystyle X}가 초곡면이면 {\displaystyle X}의 차수는 {\displaystyle X}를 정의하는 동차 다항식의 차수이다. "일반 위치"는 예를 들어 교차 이론에 의해 정확해질 수 있다. 교집합이 적절하고 기약 성분의 중복도가 모두 1이라는 것을 요구한다.
이전 적에서 언급한 다른 정의는 {\displaystyle X}의 차수가 {\displaystyle X}의 힐베르트 다항식의 선행 계수와 {\displaystyle (\dim X)!}의 곱이라는 것이다. 기하학적으로 이 정의는 {\displaystyle X}의 차수가 {\displaystyle X}에 대한 아핀 원뿔의 꼭지점의 중복도임을 의미한다.
{\displaystyle V_{1},\dots ,V_{r}\subset \mathbb {P} ^{N}}가 적절히 교차하는 순수 차원의 닫힌 부분 스킴이라 하자(일반적인 위치에 있음). {\displaystyle m_{i}}가 교차에서 기약 성분 {\displaystyle Z_{i}}의 중복도를 나타내는 경우(즉, 교차 중복도), 베주 정리의 일반화는 다음과 같이 말한다.
{\displaystyle \sum _{1}^{s}m_{i}\deg Z_{i}=\prod _{1}^{r}\deg V_{i}.}
교차 중복도 {\displaystyle m_{i}}는 {\displaystyle \mathbb {P} ^{N}}의 저우 환에서 교차 곱 {\displaystyle V_{1}\cdot \cdots \cdot V_{r}}에서 {\displaystyle Z_{i}}의 계수로 정의될 수 있다.
특히, 만약 {\displaystyle H\subset \mathbb {P} ^{N}}가 {\displaystyle X}를 포함하지 않는 초곡면인 경우
{\displaystyle \sum _{1}^{s}m_{i}\deg Z_{i}=\deg(X)\deg(H)}
여기서 {\displaystyle Z_{i}}는 중복도(국소적 환의 길이) {\displaystyle m_{i}}를 갖는 {\displaystyle H} 와 {\displaystyle X}의 스킴 이론적 교점의 기약 성분이다.
복소 사영 다형체는 콤팩트 복소 다양체로 볼 수 있다. 다형체의 차수(매장에 상대적인)는 주변 복소 사영 공간에서 물려받은 계량과 관련하여 다양체로서의 다형체의 부피이다. 복소 사영 다형체는 (어떤 의미에서) 부피의 극소화로 특징지어질 수 있다.

### 단면의 환
{\displaystyle X}를 사영 다형체이라고 하고 {\displaystyle L}을 선 다발이라고 하자. 그러면 등급환
{\displaystyle R(X,L)=\bigoplus _{n=0}^{\infty }H^{0}(X,L^{\otimes n})}
를 {\displaystyle L}의 단면의 환이라고 한다. {\displaystyle L}이 풍부한 경우 이 환의 Proj는 {\displaystyle X}이다. 게다가 {\displaystyle X}가 정규이고 {\displaystyle L}이 아주 풍부하다면 {\displaystyle R(X,L)}은 {\displaystyle L}에 의해 결정된 {\displaystyle X}의 동차 좌표 환의 정수적 폐포이다. 즉, {\displaystyle X\hookrightarrow \mathbb {P} ^{N}}라서 {\displaystyle {\mathcal {O}}_{\mathbb {P} ^{N}}(1)}를 {\displaystyle L}로 당기도록.
응용에서, 약수(또는 {\displaystyle \mathbb {Q} } -약수)는 단지 선다발이 아니다. {\displaystyle X}가 정규라고 가정하면 결과 환을 일반화된 단면 환이라고 한다. 만약에 {\displaystyle K_{X}}가 {\displaystyle X}의 표준 약수이면 단면
{\displaystyle R(X,K_{X})}
<mrow displaystyle="true" scriptlevel="0" class="MJX-TeXAtom-ORD">
<mstyle scriptlevel="0" displaystyle="true">
<mi>X</mi>
</mstyle>
</mrow>
{\displaystyle X}
</math>의 일반화된 환을 {\displaystyle X}의 표준 환라고 한다. 표준 환이 유한생성되면 환의 {\displaystyle {\text{Proj}}}를 {\displaystyle X}의 표준 모형이라고 한다. 표준 환 또는 표준 모형을 사용하여 {\displaystyle X}의 고다이라 차원을 정의할 수 있다.

### 사영 곡선
1차원 사영 스킴을 사영 곡선이라고 한다. 사영 곡선 이론의 대부분은 매끄러운 사영 곡선에 관한 것이다. 곡선의 특이점은 정규 함수 환의 정수적 폐포를 국소적으로 취하는 정규화로 해결할 수 있기 때문이다. 매끄러운 사영 곡선은 함수체가 동형인 경우에만 동형이다.
{\displaystyle \mathbb {F} _{p}(t)}
의 유한 확장에 대한 연구 또는 동등하게 {\displaystyle \mathbb {F} _{p}} 위의 매끄러운 사영 곡선은 대수적 수론에서 중요한 주제이다.
종수 1인 매끄러운 사영 곡선을 타원 곡선이라고 한다. 리만-로흐 정리의 결과로 이러한 곡선은 {\displaystyle \mathbb {P} ^{2}}의 닫힌 부분 다형체로 매장될 수 있다. 일반적으로 모든 (매끄러운) 사영 곡선은 {\displaystyle \mathbb {P} ^{3}}에 매장 될 수 있다. (증명은 Secant 다형체#Examples 참조). 반대로, {\displaystyle \mathbb {P} ^{2}} 안의 매끄러운 닫힌 3차 곡선은 종수- 차원 공식에 의해 종수 1을 가지므로 타원 곡선이다.
2보다 크거나 같은 종수의 매끄러운 완비 곡선은 유한 사상 {\displaystyle C\to \mathbb {P} ^{1}}이 있는 경우 2차 초타원 곡선이라고 한다.

### 사영 초곡면
{\displaystyle \mathbb {P} ^{n}}의 여차원 1인 모든 기약 닫힌 부분 집합은 초곡면이다. 즉, 어떤 동차 기약 다항식의 영점 집합이다.

### 아벨 다형체
사영 다형체 {\displaystyle X}의 또 다른 중요한 불변량은 {\displaystyle X}의 피카르 군 {\displaystyle \operatorname {Pic} (X)}이다. {\displaystyle \operatorname {Pic} (X)}는 {\displaystyle X}에 있는 선다발들의 동치류 집합이며, {\displaystyle H^{1}(X,{\mathcal {O}}_{X}^{*})}와 동형이다. 따라서 내재적 성질(매장과 무관)이다. 예를 들어 {\displaystyle \mathbb {P} ^{n}}의 피카르 군은 차수 사상를 통해 {\displaystyle \mathbb {Z} }와 동형이다 {\displaystyle \deg :\operatorname {Pic} (X)\to \mathbb {Z} }의 핵은 아벨 군일 뿐만 아니라, {\displaystyle X}의 아코비 다형체 {\displaystyle {\text{Jac}}(X)}라는 다형체가 있으며, 그의 점은 이 군과 같다. (매끄러운) 곡선의 야코비 다형체는 곡선 연구에서 중요한 역할을 한다. 예를 들어, 타원 곡선 {\displaystyle E}의 야코비 다형체는 {\displaystyle E} 자체이다. 종수 {\displaystyle g}인 곡선 {\displaystyle X}의 경우 {\displaystyle {\text{Jac}}(X)}의 차원은 {\displaystyle g}이다.
아코비안 다형체처럼 완비이고 군 구조를 갖는 다형체는 닐스 헨리크 아벨을 기리기 위해 아벨 다형체로 알려져 있다. 이는 {\displaystyle GL_{n}(k)}과 같은 아핀 대수 군과 뚜렷한 대조를 이룬다. 아벨 다형체의 군은 그 이름처럼 항상 가환이다. 더욱이 그들은 풍부한 선다발을 허용하므로 사영적이다. 반면에, 아벨 스킴은 사영적이지 않을 수 있다. 아벨 다형체의 예로는 타원 곡선, 야코비 다형체 및 K3 곡면이 있다.

## 사영
{\displaystyle E\subset \mathbb {P} ^{n}}를 선형 부분 공간이라 하자. 즉, 어떤 선형 독립 선형 함수 {\displaystyle s_{i}}들에 대해 {\displaystyle E=\{s_{0}=s_{1}=\cdots =s_{r}=0\}}. 그러면 {\displaystyle E}로부터의 사영은 (잘 정의된) 사상
{\displaystyle {\begin{cases}\phi :\mathbb {P} ^{n}-E\to \mathbb {P} ^{r}\\x\mapsto [s_{0}(x):\cdots :s_{r}(x)]\end{cases}}}
이다. 이 사상의 기하학적 설명은 다음과 같다.
- {\displaystyle E}와 분리되도록 {\displaystyle \mathbb {P} ^{r}\subset \mathbb {P} ^{n}}로 본다. 그러면,  {\displaystyle \forall x\in \mathbb {P} ^{n}\setminus E,\;\phi (x)=W_{x}\cap \mathbb {P} ^{r}.}여기서 {\displaystyle W_{x}}는 {\displaystyle E}와 {\displaystyle x}롤 포함하는 가장 작은 선형 공간이다.
- {\displaystyle \phi ^{-1}(\{y_{i}\neq 0\})=\{s_{i}\neq 0\}.} 여기서 {\displaystyle y_{i}}들은 {\displaystyle \mathbb {P} ^{r}}에서 동차 좌표.
- {\displaystyle E}에서 분리된 임의의 닫힌 부분 스킴 {\displaystyle Z\subset \mathbb {P} ^{n}}의 경우, 제한 사상 {\displaystyle \phi :Z\to \mathbb {P} ^{r}}은 유한 사상이다.[19]

사영을 사용하여, 유한 사상을 기준으로,사영 다형체가 매장된 차원으로 낮출 수 있다. 사영 다형체 {\displaystyle X\subset \mathbb {P} ^{n}}으로 시작하자. 만약에 {\displaystyle n>\dim X}이면, {\displaystyle X}에 없는 점으로부터의 사영은 {\displaystyle \phi :X\to \mathbb {P} ^{n-1}}을 제공한다. 게다가, {\displaystyle \phi }는 {\displaystyle {\text{Im}}\phi }으로 가는 유한 사상이다. 따라서, 이 절차를 반복하면 유한 사상
{\displaystyle X\to \mathbb {P} ^{d},\quad d=\dim X}
이 있음을 알 수 있다. 이 결과는 뇌터의 정규화 보조정리의 사영 아날로그이다. (실제로 정규화 보조정리의 기하학적 증명을 제공한다.)
동일한 절차를 사용하여 다음과 같은 약간 더 정확한 결과를 표시할 수 있다. 완전체에 대한 사영 다형체 {\displaystyle X}가 주어지면 {\displaystyle X}에서 초곡면 {\displaystyle H\subset \mathbb {P} ^{d+1}}로 가는 유한한 쌍유리 사상이 있다. 특히 {\displaystyle X}가 정규이면 H의 정규화이다.

## 쌍대성 및 선형계
n차원 사영 공간 {\displaystyle \mathbb {P} ^{n}} 다음과 같이 아핀 n 공간의 직선을 매개변수화하고 쌍대는 사영 공간의 초평면을 매개변수화한다. 체 k를 고정한다. 에 의해 {\displaystyle {\breve {\mathbb {P} }}_{k}^{n}}, 우리는 사영 n 공간을 의미한다
{\displaystyle {\breve {\mathbb {P} }}_{k}^{n}=\operatorname {Proj} (k[u_{0},\dots ,u_{n}])}
다음과 같은 구조를 갖추고 있다.
{\displaystyle f\mapsto H_{f}=\{\alpha _{0}x_{0}+\cdots +\alpha _{n}x_{n}=0\}}, {\displaystyle \mathbb {P} _{L}^{n}}의 초평면
여기서 {\displaystyle f:\operatorname {Spec} L\to {\breve {\mathbb {P} }}_{k}^{n}}는 k의 체 확대 L에 대한 {\displaystyle {\breve {\mathbb {P} }}_{k}^{n}}의 L 점이고 {\displaystyle \alpha _{i}=f^{*}(u_{i})\in L.}
각 L에 대해 구성은 {\displaystyle {\breve {\mathbb {P} }}_{k}^{n}}의 L 점들의 집합과 {\displaystyle \mathbb {P} _{L}^{n}} 위의 초평면 집합 사이의 1대1 대응이다. 이 때문에 쌍대 사영 공간 {\displaystyle {\breve {\mathbb {P} }}_{k}^{n}}는 {\displaystyle \mathbb {P} _{k}^{n}}의 초평면의 모듈라이 공간이라고 한다.  .
{\displaystyle {\breve {\mathbb {P} }}_{k}^{n}}의 직선은 연필이라고 불린다. 이는 {\displaystyle \mathbb {P} _{k}^{1}}에 의해 매개변수화되는 {\displaystyle \mathbb {P} _{k}^{n}} 위의 초평면 족이다.
V가 유한차원 k-벡터 공간이면 위와 같은 이유로 {\displaystyle \mathbb {P} (V^{*})=\operatorname {Proj} (\operatorname {Sym} (V))}는 {\displaystyle \mathbb {P} (V)}의 초평면들의 공간이다. V가 선다발의 단면으로 구성되는 경우는 중요한 경우이다. 즉, {\displaystyle X}를 대수적 다형체, L을 {\displaystyle X}의 선다발, {\displaystyle V\subset \Gamma (X,L)}를 유한 차원 부분 벡터 공간이라 하자. 그러면 선형계 V에 의해 결정되는 다음 사상이 있다:
{\displaystyle {\begin{cases}\varphi _{V}:X\setminus B\to \mathbb {P} (V^{*})\\x\mapsto H_{x}=\{s\in V|s(x)=0\}\end{cases}}}
여기서 기저 궤적이라고 하는 B는 V 에서 0이 아닌 단면의 약수들의 교집합이다( 제수의 선형 시스템#A 사상 구성을 위한 선형 시스템에 의해 결정됨 참조).

## 연접층의 코호몰로지
{\displaystyle X}를 체(또는 보다 일반적으로 뇌터 환)에 대한 사영 스킴라고 하자. {\displaystyle X} 위의 연접층 코호몰로지 {\displaystyle {\mathcal {F}}}는 세르로 인해 다음과 같은 중요한 정리를 충족한다.
1. {\displaystyle H^{p}(X,{\mathcal {F}})}는 모든 p에 대해 유한차원 k-벡터 공간이다.
2. {\textstyle \forall n\geq n_{0},\forall p>0,}{\displaystyle H^{p}(X,{\mathcal {F}}(n))=0}이 성립하는 ({\displaystyle {\mathcal {F}}}에 따라 다른; Castelnuovo–Mumford 규칙 참조)정수 {\displaystyle n_{0}}가 존재한다. 여기서 {\textstyle {\mathcal {F}}(n)={\mathcal {F}}\otimes {\mathcal {O}}(n)}는 아주 풍부한 선다발 {\textstyle {\mathcal {O}}(1)}의 멱으로 꼬인다.

이러한 결과는 동형사상
{\displaystyle H^{p}(X,{\mathcal {F}})=H^{p}(\mathbb {P} ^{r},{\mathcal {F}}),p\geq 0}
을 사용하여  {\displaystyle X=\mathbb {P} ^{n}}의 예시를 축소하는 것으로 증명되었다. 여기서 오른쪽 {\displaystyle {\mathcal {F}}}는 0으로 확장하여 사영 공간 위의 층으로 여겨진다. 결과는 임의의 정수 n에 대해 {\displaystyle {\mathcal {F}}={\mathcal {O}}_{\mathbb {P} ^{r}}(n)}의 직접 계산으로 이어진다. 임의의{\displaystyle {\mathcal {F}}}에 대해 별 어려움 없이 이 경우로 축소된다.
위의 따름정리 1.에 대한 결과로서 f가 뇌터 스킴에서 뇌터 환으로의 사영 사상라면 더 높은 직상 {\displaystyle R^{p}f_{*}{\mathcal {F}}}은 coherent 하다. 저우 보조정리의 도움으로 표시할 수 있는 것과 같이 적절한 사상 f 에 대해 동일한 결과가 유지된다.
층 코호몰로지 군 H i는 뇌터 위상 공간에서 공간의 차원보다 엄격하게 큰 i 에 대해 사라진다. 따라서 {\displaystyle {\mathcal {F}}}의 오일러 특성이라고 하는 양
{\displaystyle \chi ({\mathcal {F}})=\sum _{i=0}^{\infty }(-1)^{i}\dim H^{i}(X,{\mathcal {F}})}
는 {\displaystyle X}가 사영인 경우 잘 정의된 정수이다. 그러면 유리수 계수 다항식 P 의 경우 {\displaystyle \chi ({\mathcal {F}}(n))=P(n)}임을 보일 수 있다. 이 절차를 구조층 {\displaystyle {\mathcal {O}}_{X}}에 적용하여, {\displaystyle X} 의 힐베르트 다항식을 복구한다. 특히, {\displaystyle X}가 기약이고 r차원이면 {\displaystyle X}의 산술 종수는 다음과 같다.
{\displaystyle (-1)^{r}(\chi ({\mathcal {O}}_{X})-1),}
이는 명백히 내재적인 것이다. 즉, 매장과 무관하다.
차수 d안 초곡면의 산술 종수는 {\displaystyle \mathbb {P} ^{n}}에서 {\displaystyle {\binom {d-1}{n}}}과 같다.  특히, {\displaystyle \mathbb {P} ^{2}} 안의 차수 d인 매끄러운 곡선은 산술종수 {\displaystyle (d-1)(d-2)/2}를 가진다. 이것은 종수-차수 공식이다.

## 매끄러운 사영 다형체
{\displaystyle X}를 모든 기약 성분의 차원이 n 인 매끄러운 사영 다형체이라고 하자. 이 상황에서, 최고 차수의 켈러 미분(즉, 대수적 n -형식)으로 정의되는 표준 층 {\displaystyle \omega _{X}}는 선다발이다.

### 세레 쌍대성
세르 쌍대성은 {\displaystyle X} 위의 모든 국소 자유 층 {\displaystyle {\mathcal {F}}}에 대해 다음과 같이 말한다:
{\displaystyle H^{i}(X,{\mathcal {F}})\simeq H^{n-i}(X,{\mathcal {F}}^{\vee }\otimes \omega _{X})'}
여기서 위첨자 프라임은 쌍대 공간을 나타내고 {\displaystyle {\mathcal {F}}^{\vee }}는 {\displaystyle {\mathcal {F}}}의 쌍대 다발이다. 사영적이지만 반드시 매끄러운 스킴은 아닌 경우로의 일반화는 베르디에르 쌍대성으로 알려져 있다.

### 리만-로흐 정리
(매끄러운 사영) 곡선 {\displaystyle X}의 경우, H2과 그 이상은 차원적인 이유로 사라지고, 구조 층의 전역 단면의 공간은 1차원이다. 따라서 {\displaystyle X}의 산술 종수는 {\displaystyle H^{1}(X,{\mathcal {O}}_{X})}의 차원이다. 정의에 따르면 {\displaystyle X}의 기하 종수는 {\displaystyle H^{0}(X,\omega _{X})}의 차원이다. 따라서 세르 쌍대성은 산술 종수와 기하 종수의 일치성을 의미한다. 그들은 단순히 {\displaystyle X}의 종수라고 불릴 것이다.
세르 쌍대성은 또한 리만-로흐 정리 증명의 핵심 요소이다. {\displaystyle X}가 매끄럽기 때문에  주요 약수를 법으로 (Weil) 약수군에서 선다발의 동형 클래스 군으로 가는 군동형사상
{\displaystyle {\begin{cases}\operatorname {Cl} (X)\to \operatorname {Pic} (X)\\D\mapsto {\mathcal {O}}(D)\end{cases}}}
이 있다.. ωX 에 해당하는 약수는 표준 약수라고 하며 K로 표시된다. l ( D )를 {\displaystyle H^{0}(X,{\mathcal {O}}(D))}의 차원으로 하자. 그러면 리만-로흐 정리는 다음과 같이 말한다. g가 {\displaystyle X}의 종수인 경우, {\displaystyle X}의 임의의 약수 D에 대해,
{\displaystyle l(D)-l(K-D)=\deg D+1-g}
세르 쌍대성에 의해 이것은 다음과 같다.
{\displaystyle \chi ({\mathcal {O}}(D))=\deg D+1-g}
이는 쉽게 증명할 수 있다. 히르체브루흐-리만-로흐 정리와 더 광범위한 그로텐디크-리만-로흐 정리는 리만-로흐 정리를 더 높은 차원으로 일반화한다.

## 힐베르트 스킴
힐베르트 스킴은 H의 점(함자적 의미에서)이 {\displaystyle X}의 닫힌 부분 스킴에 해당한다는 의미에서 사영 스킴 {\displaystyle X}의 모든 닫힌 부분 다형체를 매개변수화한다. 이와 같이 힐베르트 스킴은 모듈라이 공간, 즉 점들이 다른 기하학적 대상을 매개변수화하는 기하학적 대상의 예이다. 보다 정확하게, 힐베르트 스킴은 힐베르트 다항식이 주어진 다항식 P와 같은 닫힌 부분 다형체를 매개변수화한다.임의의 k -스킴 T 에 대해 전단사
{\displaystyle \{{\text{morphisms }}T\to H_{X}^{P}\}\ \ \longleftrightarrow \ \ \{{\text{closed subschemes of }}X\times _{k}T{\text{ flat over }}T,{\text{ with Hilbert polynomial }}P.\}}
가 있는 k-스킴 {\displaystyle H_{X}^{P}}이 존재한다는 것은 그로텐디크의 심층적인 정리이다.  항등 사상{\displaystyle H_{X}^{P}\to H_{X}^{P}}에 해당하는 {\displaystyle X\times H_{X}^{P}}의 닫힌 부분 스킴을 보편족이라고 한다.
{\displaystyle P(z)={\binom {z+r}{r}}}에 대해, 힐베르트 스킴 {\displaystyle H_{\mathbb {P} ^{n}}^{P}}는 {\displaystyle \mathbb {P} ^{n}}안의 r-평면의 그라스마니안이라고 한다. 그리고 {\displaystyle X}가 사영 스킴인 경우, {\displaystyle H_{X}^{P}}는 {\displaystyle X}에서 r-평면의 파노 스킴이라고 한다.

## 복소 사영 다형체
이 절에서 모든 대수 다형체는 복소 대수 다형체이다. 복소 사영 다형체 이론의 핵심 특징은 대수적 방법과 해석적 방법의 조합이다. 이러한 이론 사이의 전환은 다음 연결고리에 의해 제공된다: 모든 복소 다항식은 정칙 함수이기도 하므로 모든 복소 다형체 {\displaystyle X}는 복소 해석 공간 {\displaystyle X(\mathbb {C} )}을 산출한다. 또한 {\displaystyle X}의 기하학적 특성은 {\displaystyle X(\mathbb {C} )}의 특성에 의해 반영된다. 예를 들어, 후자는 {\displaystyle X}가 매끄러움과 복소 다양체임이 동치이다. 그리고 {\displaystyle X}가 {\displaystyle \mathbb {C} } 위에서 적절함과 콤팩트함이 동치이다.

### 복소 켈러 다양체와의 관계
복소 사영 공간은 켈러 다양체이다. 이것은 모든 사영 대수적 다형체 {\displaystyle X}에 대해 {\displaystyle X(\mathbb {C} )}가 콤팩트 켈러 다양체임을 의미한다. 그 반대는 일반적으로 참이 아니지만 고다이라 매장 정리는 켈러 다양체가 사영적인지에 대한 판정법을 제공한다.
낮은 차원에서는 다음과 같은 결과가 있다.
- (리만) 콤팩트 리만 곡면(즉, 1차원의 콤팩트 복소 다양체)은 사영 다형체이다. 토렐리 정리에 의해 아코비안으로 유일하게 결정된다.
- (저우-고다이라) 2개의 대수적 독립인 유리형 함수들을 가진 2차원의 콤팩트 복소 다양체는 사영 다형체이다.[29]

### GAGA와 저우의 정리
저우 정리는 해석 기하학에서 대수 기하학으로 나아가는 놀라운 방법을 제공한다. 이 정리는 복소 사영 공간의 모든 해석적 부분 다형체가 대수적이라고 한다. 저우 정리는 특정 성장 조건을 만족하는 정칙 함수가 필연적으로 대수적이라고 말하는 것으로 해석될 수 있다. "사영"은 이 성장 조건을 제공한다. 이 정리에서 다음을 추론할 수 있다.
- 복소 사영 공간 위에서 유리형 함수들은 유리함수이다.
- 대수 다형체들 사이의 대수적 사상이 해석적 동형사상인 경우, 이는 (대수적) 동형사상이다. (이 부분은 복소 해석학에서 기본적인 사실이다.) 특히 저우 정리는 사영 다형체 사이의 정칙 사상이 대수적이라는 것을 암시한다. (이러한 사상의 그래프를 고려. )
- 사영 다형체의 모든 정칙 선형 다발은 유일한 대수 선형 다발에 의해 유도된다.[30]
- 사영 다형체의 모든 정칙 선다발은 약수의 선다발이다.[31]

저우의 정리는 세르의 GAGA 정리를 통해 나타낼 수 있다. 그 주요 정리는 다음과 같이 말한다.
{\displaystyle X}를 {\displaystyle \mathbb {C} } 위의 사영 스킴이라고 하자. 그러면 {\displaystyle X}의 연접층을 해당 복소 해석 공간 {\displaystyle X^{\text{an}}}의 연접층에 연관시키는 함자는 범주의 동치이다. 또한, 자연 사상
{\displaystyle H^{i}(X,{\mathcal {F}})\to H^{i}(X^{\text{an}},{\mathcal {F}})}
들은 모든 {\displaystyle i}와 {\displaystyle X} 위의 모든 연접층 {\displaystyle {\mathcal {F}}}에 대한 동형사상이다.

### 복소 토리 대 복소 아벨 다형체
{\displaystyle \mathbb {C} } 위의 아벨 다형체 {\displaystyle A}에 연관된 복소 다양체는 조밀한 복소 리 군이다. 이들은 다음과 같은 형식으로 표시될 수 있다.
{\displaystyle \mathbb {C} ^{g}/L}
이를 복소 토리라고도 한다. 여기서 {\displaystyle g}는 토러스의 차원이고 {\displaystyle L}은 격자(주기 격자라고도 함)이다.
위에서 이미 언급한 균일화 정리에 따르면  모든 1차원 토러스는 1차원 아벨 다형체, 즉, 타원 곡선에서 발생한다. 실제로 {\displaystyle L}에 부착된 바이어슈트라스 타원 함수 {\displaystyle \wp }는 특정 미분 방정식을 만족하고 결과적으로 다음 닫힌 몰입을 정의한다:
{\displaystyle {\begin{cases}\mathbb {C} /L\to \mathbb {P} ^{2}\\L\mapsto (0:0:1)\\z\mapsto (1:\wp (z):\wp '(z))\end{cases}}}
p-진 균일화 정리가 있다.
더 높은 차원의 경우, 복소 아벨 다형체와 복소수 토리의 개념이 다르다. 극화된 복소 토리만이 아벨 다형체에서 나온다.

### 코다이라 소멸
근본적인 고다이라 소멸 정리는 풍부한 선다발 {\displaystyle {\mathcal {L}}}에 대해 다음과 같이 말한다. 표수 0인 체 위의 매끄러운 사영 다형체 {\displaystyle X}에서, i{\displaystyle i>0}인 경우
{\displaystyle H^{i}(X,{\mathcal {L}}\otimes \omega _{X})=0}
또는 동등하게 세르 쌍대성에 의해 {\displaystyle i<n}에 대해  {\displaystyle H^{i}(X,{\mathcal {L}}^{-1})=0}. 이 정리의 첫 번째 증명은 켈러 기하학의 해석학적 방법을 사용했고, 순수 대수적 증명은 나중에 발견되었다. 일반적으로 고다이라 소멸은 양수인 표수의 매끄러운 사영 다형체에서 성립하지 않는다. 고다이라의 정리는 사라지는 고차 층 코호몰로지에 대한 판정법을 제공하는 다양한 소멸 정리들 중 하나이다. 층의 오일러 특성(위 참조)은 종종 개별 코호몰로지 군보다 더 다루기 쉬우므로 이는 종종 사영 다형체의 기하학에 중요한 결과를 가져온다.

## 관련 개념
- 다중 사영 다형체
- 가중 사영 다형체(가중 사영 공간의 닫힌 부분 다형체)[36]

## 같이 보기
- 사영 공간의 대수 기하학
- 적당한 동치 관계
- 힐베르트 스킴
- 레프셰츠 초평면 정리
- 극소 모형 프로그램

## 참고 문헌
- Eisenbud, David; Harris, Joe (2000), 《The geometry of schemes》
- Fulton, William (1998), 《Intersection theory》, Ergebnisse der Mathematik und ihrer Grenzgebiete. 3. Folge. 2 2판, Berlin, New York: Springer-Verlag, ISBN 978-3-540-62046-4, MR 1644323
- Griffiths, Phillip A.; Adams, John Frank (2015년 3월 8일). 《Topics in Algebraic and Analytic Geometry. (MN-13), Volume 13: Notes From a Course of Phillip Griffiths》 (영어). Princeton University Press. ISBN 978-1-4008-6926-8.
- Hartshorne, Robin (1977), 《Algebraic Geometry》, Graduate Texts in Mathematics 52, New York: Springer-Verlag, ISBN 978-0-387-90244-9, MR 0463157
- Huybrechts, Daniel (2005). 《Complex Geometry: An Introduction》. Springer. ISBN 978-3-540-21290-4.
- 틀:EGA
- Kollár, János, 《Book on Moduli of Surfaces》
- Kollár, János (1996), 《Rational curves on algebraic varieties》
- Mumford, David (1970), 《Abelian Varieties》
- Mumford, David (1995), 《Algebraic Geometry I: Complex Projective Varieties》
- Mumford, David (1999), 《The Red Book of Varieties and Schemes: Includes the Michigan Lectures (1974) on Curves and Their Jacobians》, Lecture Notes in Mathematics 1358 2판, Springer-Verlag, doi:10.1007/b62130, ISBN 978-3540632931
- Mumford, David; Oda, Tadao (2015). 《Algebraic Geometry II》 (영어).
- Igor Shafarevich (1995). 《Basic Algebraic Geometry I: Varieties in Projective Space》 2판. Springer-Verlag. ISBN 978-0-387-54812-8.
- R. Vakil, Foundations Of Algebraic Geometry